# Aprilovo, Tărgoviște
Aprilovo (în bulgară Априлово) este un sat în comuna Popovo, regiunea Tărgoviște,  Bulgaria. 

## Demografie
Componența etnică a satului Aprilovo
     Bulgari (22,67%)
     Romi (55,91%)
     Turci (16,12%)
     Nicio identificare (5,28%)
La recensământul din 2011, populația satului Aprilovo era de 397 locuitori. Din punct de vedere etnic, majoritatea locuitorilor (55,91%) erau romi, existând și minorități de bulgari (22,67%) și turci (16,12%). Pentru 5,28% din locuitori nu este cunoscută apartenența etnică.